# شناوتسر عملاق
كلب أخطم عملاق أو شناوتسر عملاق (بالألمانية: Riesenschnauzer) هو سلالة كلاب عاملة تنتمي إلى فئة شناوتسر، التي نشأت في ألمانيا خلال القرن السابع عشر. هو الفئة الأكبر بين الأصناف الثلاثة الأخرى للشناوتسر وهم شناوتسر عادي وشناوتسر منمنم.

## التاريخ
ظهر الشناوتسر العملاق لأول مرة في شوابيا في ولاية بافاريا وفورتمبيرغ في القرن السابع عشر. عُدت هذه الشناوتسرات العملاقة الأصلية نسخة من سلالة البنشر الألمانية ذات الشعر الكثيف، وأن طبيعة شعرها المُجعد هذه كانت تساعدها على الصمود في وجه موجات الشتاء القاسية في ألمانيا، إضافة إلى تحملها لدغ الحشرات. تبدو أصول هذه السلالة غير واضحة، إلا أن بعض المصادر تُرجح أن هذه السلالة قد نتجت عن تهجين الكلب الدانماركي الضخم ذي اللون الأسود مع كلب الراعي الألماني والروت فايلر والدوبيرمان وكلب البوكسر والشناوتسر العادي.

## الوصف
هو كلب كبير الحجم، يتميز بجسده القصير والقوي، رأسه ممدودة ويكسوه الشعر الكثيف، إضافة إلى كونه يمتلك حواجب كثة وكثيفة، وآذنان صغيرة، وذيل قصير وشعر خشن في العادة يكون لونه أسود. كان في الأصل كلب راعي، ولكنه تحول الآن ليُصبح كلب بوليسي للدفاع والرفقة.

## التكيف
يتكيف الشناوتسر العملاق على الحياة في المساحات الكبيرة كونه مُفرط الحركة. ويتميز بالرأس الطويلة الممدودة التي تكسوها الشعر الكثيف والحواجب الكثة والكثيفة والآذنان الصغيرة والذيل القصير والشعر الخشن عادةً.
يتم تصنيف الشناوتسر العملاق ضمن الفريق العامل، على الرغم من إمكانية تحولهم إلى حيوانات منزلية، إلا أن يُمكن هذه الكلاب على الرعي والحراسة والحماية والخدمة.